# Григорьянц, Ерванд Леонтьевич
Ерванд Леонтьевич Григорьянц (1889, Эриванская губерния — 24 августа 1955, Белорусская ССР) — советский колхозник. Герой Социалистического Труда (1949).

## Биография
Ерванд Григорьянц родился в 1889 году в Эриванской губернии (сейчас Армения).
С 1930 года трудился в виноградарском колхозе имени Шаумяна в Кизлярском районе. С 1945 года руководил звеном виноградарей. Первым среди звеньевых кизлярских колхозов ввёл на виноградниках широкорядную и шпалерную систему с опорными стойками.
В 1948 году звено Григорьянца получило высокий урожай, собрав с 3,3 гектара поливных виноградников по 210 центнеров.
17 сентября 1949 года Указом Президиума Верховного Совета СССР за получение высоких урожаев винограда в 1948 году удостоен звания Героя Социалистического Труда с вручением ордена Ленина и золотой медали «Серп и Молот».
В 1949 году звено Григорьянца снова собрало высокий урожай, получив с той же площади по 197,6 центнера с гектара. За это достижение 12 июля 1950 года повторно был награждён орденом Ленина.
В 1954 году участвовал во Всесоюзной сельскохозяйственной выставке.
Умер 24 августа 1955 года в Белорусской ССР (сейчас Белоруссия).
Награждён медалями.